# 하마다촌 (아키타현)
하마다촌(浜田村)은 아키타현 가와베군에 설치되었던 촌이다.